# Market Drayton
Market Drayton è un paese di 10 407 abitanti della contea dello Shropshire, in Inghilterra.